# 戸川昌子
戸川 昌子（とがわ まさこ、1931年3月23日 - 2016年4月26日）は、日本の推理作家、シャンソン歌手。

## 経歴
1931年、東京市に生まれる。東京都立千歳丘高等学校中退。戦争で父と兄を亡くし、戦後は母と二人で女性専用の同潤会大塚女子アパートに入居。伊藤忠商事の英文タイピストの職を経て、1957年頃からはシャンソン歌手として銀巴里に出演するようになる。これは、銀巴里の素人飛び入り企画で、アルトで歌っている戸川を観た美輪明宏が、バンドマスターにレギュラーに加えるよう進言したのがきっかけだった。
1962年、戸川自身が住んでいた大塚女子アパートを舞台としたミステリー『大いなる幻影』で第8回江戸川乱歩賞を受賞。銀巴里への出演の合間に、楽屋で書き上げた長編小説であり、その経歴や女流作家としてのキャラクターが受賞時に注目される。
翌1963年には『猟人日記』を発表、直木賞候補となる。夜ごと女性を漁り、その様子を日記に付けていた男性に起こる連続殺人事件というストーリーが話題となり、ベストセラーになった。1964年に『猟人日記』が日活で映画化された際には、戸川も女優として出演した。
以後は流行作家として100タイトル近い作品を発表。『深い失速』をはじめとした作品は世界8か国語に翻訳された。また、テレビドラマへの出演をはじめ、タレント・コメンテーターなど多岐に渡り活動する。歯に衣着せぬ発言から女傑と称された事もあった。
1977年、46歳の時に高齢出産を経験。当時の芸能人・文化人の最高齢出産記録としてマスコミに取り上げられ、大きな話題となる。
2001年の第19回参議院議員通常選挙に自由連合から出馬して落選した。
音楽活動においては、1975年に『失くした愛』、また翌1976年には『インモラル物語』と2枚のLPを発表。この2枚は2006年に復刻され、CD化されている。2005年、約30年振りに『ラスト・チャンス・キャバレー』を発表した。2013年には長男との初の共同名義アルバム『商売やめた』を発表した。
2014年3月3日に放送された『私の何がイケないの?』（TBS）の取材により、自宅が長年に渡ってゴミ屋敷の状態と化していたことが発覚した。中には消費期限が10年以上も過ぎた食べ物などもあった。そのため、延べ4日間を要して大規模なゴミ整理作戦が実施された。
2016年4月26日午前5時47分、胃がんのため死去。85歳没。

## 青い部屋
1965年に戸川の姉が開いた喫茶店を前身に、1967年、場所を現在の東京都渋谷に移転。形態を喫茶店から酒場へと変更する。その後、33年もの間シャンソニエサロンとして、三島由紀夫、なかにし礼、美輪明宏、川端康成などの文化人をはじめ政界・財界の名士達から愛された。2000年12月、内部の老朽化に伴いリニューアルオープン。若者がバンド演奏やダンスなどのパフォーマンスを行うライブハウスの要素を取り入れたシャンソンバーとして再出発する。毎週月曜には銀巴里の流れを受け継ぐ『月曜シャンソンコンサート』を開催した。
2010年に閉店。

## 著作リスト
- 『大いなる幻影』（1962年、講談社） ※のち角川文庫、講談社文庫
- 『猟人日記』（1963年、講談社） ※のち角川文庫、講談社文庫
- 『闇の中から』（1964年、講談社）
- 『契らずに』（1965年、集英社）
- 『蒼ざめた肌』（1965年、文藝春秋新社） ※のち徳間文庫
- 『女人白道』（1965年、サンケイ新聞出版局） ※のち徳間文庫
- 『ソドムの罠』（1965年、講談社）
- 『赤坂禁猟区』（1966年、講談社）
- 『白昼の密漁』（1966年、講談社） ※のち講談社文庫
- 『緋の堕胎』（1966年、講談社） ※のち双葉文庫
- 『仮装行列』（1967年、講談社） ※のち徳間文庫
- 『揺れる女』（1967年、講談社）
- 『深い失速』（1967年、講談社） ※のち徳間文庫、新風舎文庫
- 『銀座「どん底」附近』（1967年、文藝春秋） ※のち徳間文庫
- 『眠れない夜の本 おんなの艶筆』（1967年、青春出版社）
- 『夜の交差点』（1967年、東京文芸社）
- 『蜃気楼の帯』（1967年、読売新聞社） ※のち講談社文庫
- 『蜜の味』（1968年、東京文芸社）
- 『もっと声を!』（1968年、新潮社）
- 『夜のパスポート』（1968年、講談社）
- 『裂けた眠り』（1968年、新潮社） - 催眠術を使った犯罪。ハウ・ダニット（被害者を操る呪文は何か）のミステリ。
- 『赤い暈』（1969年、新潮社） ※のち徳間文庫
- 『夢魔』（1969年、講談社） ※のち徳間文庫
- 『悪魔のような女』（1969年、講談社）
- 『夜の爪痕』（1969年、東京文芸社/Tokyo books）
- 『火の脈』（1969年、東京文芸社/Tokyo books）
- 『仮面の性』（1969年、東京文芸社/Tokyo books）
- 『蒼い蛇』（1969年、徳間書店）
- 『黄金の指』（1969年、東京文芸社/Tokyo books）
- 『壁の恋』（1969年、東京文芸社/Tokyo books）
- 『青い部屋の中で』（1969年、文芸春秋/ポケット文春）
- 『見知らぬ伴侶』（1969年、東京文芸社/Tokyo books）
- 『蒼き裸者の群れ』（1970年、徳間書店）
- 『赤い爪痕』（1970年、徳間書店）
- 『聖談とヌードの風景』（1970年、ベストセラーズ）
- 『狩りの時刻』（1970年、講談社） ※のち徳間文庫
  - 『La Nuit Magic 夜は魔術』（1990年）いがらしゆみこの漫画化
- 『幻影の牙』（1970年、サンケイ新聞社出版局） ※のち徳間文庫、双葉文庫
- 『聖女』（1971年、講談社）
- 『透明女』（1971年、光文社カッパ・ノベルス） ※のち徳間文庫
- 『日本毒婦伝』（1971年、講談社） ※のち双葉文庫『悪女の真実』
- 『東西妖婦伝』（1972年、集英社/コンパクト・ブックス）
- 『強制結婚』（1972年、徳間書店）
- 『水の寝棺』（1972年、講談社）
- 『牝の罠』（1972年、徳間書店）
- 『欲望の鎮魂歌』（1973年、実業之日本社） ※のち徳間文庫
- 『男と女がいる町』（1974年、東京文芸社/Tokyo books）
- 『負け犬』（1974年、東京文芸社）
- 『生きるのはひとり その人に生命を燃やそうとするとき』（1974年、青春出版社）
- 『美しき獲物たち』（1974年、文芸春秋） ※のち徳間文庫
- 『肉の復活』（1974年、平安書店/Marine books）
- 『戸川昌子ののぞき魔』（1976年、ベストセラーズ/ワニの本）
- 『金曜日の誘惑』（1976年、講談社）
- 『蒼い悪霊』（1977年、徳間書店）
- 『虹色の噴水』（1977年、東京文芸社）
- 『華やかなる氷河』（1977年、光文社） ※のち文庫
- 『太陽の生贄』（1978年、双葉社） ※のち文庫『霊色』
- 『女のひき語り さまざまな音色で女の人生をうたう』（1980年、文化出版局）
- 『ブラック・ハネムーン』（1980年、双葉社）のち文庫
- 『どう燃えて生きるか 一度だけの自分・生きがいの見つけ方』（1981年、青春出版社）
- 『深海怪物の饗宴』（1983年、トクマ・ノベルズ） ※のち文庫
- 『私がふたりいる』（1984年、光文社文庫）
- 『火の接吻 26年目の不信の再会』（1984年、講談社ノベルス） ※のち扶桑社文庫
- 『落第ママでも子は育つ 高年出産はこわくない』（1986年、国際文化社）
- 『女は二つの愛を持っている 常識ちゃん・自分ちゃん講座』（1987年、青春出版社）
- 『嬬恋木乃伊』（1987年、徳間文庫）
- 『静かな哄笑 怪奇ミステリー傑作集』（1988年、光文社文庫）
- 『ドン・キホーテと口紅』（1988年、主婦の友社）
- 『処刑台の祭り』（1988年、光文社文庫）
- 『冷えた炎の如く 愛の毒に生きた女たち』（1989年、徳間文庫）
- 『子供は天使か小悪魔か』（1990年、ファラオ企画）
- 『人それぞれの道 VIP対論』（1990年、ファラオ企画）
- 『今を自分らしく生きる』（1990年、海竜社）
- 『こんな男はおやめなさい 愛という名の16章』（1992年、文化創作出版）
- 『還暦離婚 いくつになっても再出発』（1995年、ネスコ文春）
- 『黄色い吸血鬼』（1997年、出版藝術社、短編集） 
  - 「緋の堕胎」
  - 「変身」
  - 「疑惑のしるし」
  - 「ウルフなんて怖くない」
  - 「砂糖菓子の鸚鵡」
  - 「誘惑者」
  - 「黄色い吸血鬼」
- 『蜘蛛の巣の中で』（2000年、青谷舎）
- 『昭和の短篇一人一冊集成 戸川昌子』（2008年、未知谷）
- 『人生とは明日のことではなく今日のことである 人生についての90の断章』（2014年、海竜社）

## 主な出演作

### 映画
- 猟人日記（1964年、日活） - 本田種子 役 ※原作・出演
- 裏切りの暗黒街（1968年、東映） - 女性歌手 役
- 鏡の中の野心（1972年、松竹） - 本人役
- レスビアンの世界 恍惚（1975年、日活） - ママ 役 ※監修・出演
- 赤いスキャンダル 情事（1982年、にっかつ） - マダム 役
- 乱暴者の世界（2010年） - 女性歌手 役 ※特別出演

### テレビ番組
- プレイガール（東京12チャンネル（現：テレビ東京））
- いじわる問答 「男と女」（1968年、フジテレビ）
- 月曜・女のサスペンス「大いなる幻影」（1989年、テレビ東京）
- 浅草橋ヤング洋品店 (テレビ東京)
- 11PM（日本テレビ/讀賣テレビ放送）
- ライオンのいただきます（フジテレビ）
- 愛する二人別れる二人（フジテレビ）
- 徹子の部屋 (テレビ朝日系)
- アウト×デラックス（2013年、フジテレビ）

### ラジオ番組
- 戸川昌子のノックは3回（文化放送）